# Year Walk
Year Walk est un jeu vidéo d'aventure développé et édité par Simogo, sorti en 2013 sur iOS, Windows, Mac et Wii U.

## Accueil

### Critique
- Adventure Gamers : 4/5[1]
- Canard PC : 9/10[2]
- Gamezebo : 4,5/5[3]
- IGN : 8/10[4]
- Pocket Gamer : 8/10[5]
- TouchArcade : 5/5[6]

### Récompenses
Le jeu a été nommé à l'Independent Games Festival 2013 dans la catégorie Excellence en Arts visuels.